# جام جهانی هاکی روی یخ
جام جهانی هاکی روی یخ یک دوره مسابقات بین‌المللی سالانه هاکی روی یخ مردانه است که توسط فدراسیون بین‌المللی هاکی روی یخ (IIHF) برگزار می‌شود. این مسابقات که برای نخستین بار به‌طور رسمی در بازی‌های المپیک تابستانی ۱۹۲۰ برگزار شد، مهم‌ترین رقابت سالانه این رشته‌است.